# Maniluvio
Il maniluvio consiste in una immersione delle mani, dei polsi e almeno metà dell'avambraccio in acqua, a scopo terapeutico. L'acqua può essere riscaldata e vi si possono disciogliere sostanze curative.
Viene a volte usato per curare le patologie delle unghie e come preparazione del trattamento di manicure.
Il maniluvio, ripristinando la circolazione sanguigna, ha un'azione benefica e di sollievo di alcuni piccoli disturbi, come l'affaticamento, i gonfiori e la cosiddetta sensazione delle mani fredde. 
Insieme al pediluvio è un trattamento di tipo idroterapico.
Seguendo rimedi naturali, la manicure può essere fatta lasciando le dita per 5 minuti in un bagno di acqua tiepida e mezzo limone. Per le unghie, strofinare con scorza di limone.